# فن
الفن عبارة عن مجموعة متنوعة من الأنشطة البشرية في إنشاء أعمال بصرية أو سمعية أو أداء (حركية)، للتعبير عن أفكار المؤلف الإبداعية أو المفاهيمية أو المهارة الفنية، والمقصود أن يكون موضع تقدير لجمالها أو قوتها العاطفية. تشمل الأنشطة الأخرى المتعلقة بإنتاج الأعمال الفنية نقد الفن ودراسة تاريخ الفن والنشر الجمالي للفن. ولا يمكن الحديث عن الفن، أي عن الصفة الجمالية أو الخبرة الجمالية أو الحكم الجمالي إن لم نتفاعل حسياً وخيالياً مع الأعمال الفنية.
الفروع الثلاثة الكلاسيكية للفن هي الرسم والنحت والعمارة. يتم تضمين الموسيقى والمسرح والسينما والرقص والفنون المسرحية الأخرى، وكذلك الأدب وغيرها من الوسائط مثل الوسائط التفاعلية، في تعريف أوسع للفنون. حتى القرن السابع عشر، كان الفن يشير إلى أي مهارة أو إتقان ولم يتم تمييزه عن الحرف أو العلوم. في الاستخدام الحديث بعد القرن السابع عشر، حيث الاعتبارات الجمالية أصبح لها أهمية قصوى، يتم فصل الفنون الجميلة وتمييزها عن المهارات المكتسبة بشكل عام، مثل الفنون الزخرفية أو التطبيقية.
على الرغم من أن تعريف الفن يشكل موضوع خلافي وغير متفق عليه، وقد تغير مع مرور الوقت، فإن الأوصاف العامة تشير إلى فكرة عن مهارة إبداعية أو تقنية ناشئة بواسطة البشر. يتم استكشاف طبيعة الفن والمفاهيم ذات الصلة، مثل الإبداع والتفسير، في فرع من الفلسفة المعروفة باسم الجماليات.
تعريف وتقييم الفنّ أصبحت مشكلة خاصة منذ أوائل القرن العشرين، تم تمييز تعاريف الفنّ على يد ريتشارد ووليهم على ثلاثة مناهج:
- الواقعية، حيث الجودة الجمالية هي قيمة مطلقة مستقلة عن رأي الإنسان.
- الموضوعية، حيث أنه هو أيضا قيمة مطلقة، ولكن يعتمد على التجربة الإنسانية عامة.
- النسبوية، وهو ليس من قيمة مطلقة، بل هي المنحى الفلسفي الذي يعدم وجود حقيقة مطلقة.

وقد قسم الفنّ قديما إلى سبعة أقسام وهي:
(نحت/عمارة)، (رسم/زخرفة)، (تلوين تمثيلي/تلوين صرف)، (موسيقى تعبيريّة أو وصفيّة/موسيقى)، (إيماء/رقص)، (أدب/شعر)، (سينما/إضاءة).
لكن حديثا فقد قُسم إلى ثلاثة أقسام شاملة هي:
- الفنون التشكيلية، مثل: (الرسم، التصوير، الخط، التصميم، فنّ العمارة، النحت، الفنون التطبيقية، الأضواء).
- الفنّ الصوتي، مثل: (الموسيقى، الغناء، عالم السينما والمسرح، إعلان، الشعر، الحكايات، التجويد والترتيل).
- الفنّ الحركي، مثل: (الرقص، السيرك، الألعاب السحرية، بعض الرياضات، البهلوان والتهريج، مسرح الميم، الدمى).

## نُبذة
من منظور تاريخ الفن، لطالما ارتبط وجود الأعمال الفنية بوجود البشرية منذ مدةٍ طويلة: أي من فن ما قبل التاريخ المبكر وحتى الفن المعاصر؛ لكن يعتقد بعض المنظرين أن المفهوم التقليدي «للأعمال الفنية» غير ملائم خارج المجتمعات الغربية الحديثة. يرتبط أحد المعاني المبكرة لتعريف الفن ارتباطًا وثيقًا بالمعنى اللاتيني الأقدم الذي يُترجم تقريبًا إلى «مهارة» أو «حرفة»، كما يرتبط بكلمات مثل «حرفيّ». إن الكلمات الإنجليزية المشتقة من هذا المعنى تشتمل على: أثر فني، اصطناعي، براعة، فنون طبية، وفنون عسكرية. ومع ذلك، ثمة عديد من الاستخدامات العامية الأخرى للكلمة، ولجميعها علاقةٌ بأصل الكلمة.
مع مرور الوقت، شكك فلاسفة كأفلاطون وأرسطو وسقراط وإيمانويل كانط، من بين آخرين غيرهم، في معنى الفن. تتناول حوارات عدة لدى أفلاطون أسئلةً حول الفن، فيقول على لسان سقراط إن الشعر مستوحىً من إلهات الإلهام وأنه لاعقلاني. يتحدث سقراط أيضًا باستحسانٍ عن أشكال أخرى من الجنون الإلهي (السَّكَرْ، والشهوانيّة، والحلم) في حوار فيدروس، إلا أنه في حوار الجمهورية يريد تحريم كل من فن هوميروس الشعري العظيم والضحك كذلك. في حوار أيون، لم يقدم سقراط أي تلميح إلى استنكاره هوميروس الذي عبّر عنه في الجمهورية. يشير حوار أيون إلى أن إلياذة هوميروس أدّت دورًا في العالم اليوناني القديم كالدور الذي يلعبه الكتاب المقدس اليوم في العالم المسيحي الحديث: بوصفها فنًا إلهيًا أدبيًا مُلهِمًا بإمكانه توفير توجيه أخلاقي، في حال أمكن تفسيرها على نحوٍ صحيح فحسب.
أما فيما يتعلّق بالفن الأدبي والفنون الموسيقية، فقد عدَّ أرسطو كل من الشعر الملحمي والتراجيديا والكوميديا وشعر باخوس والموسيقا فنون محاكاةٍ أو فنون تقليد، ويختلف كلٌّ منها عن الآخر في الأدوات والموضوع والطريقة. فمثلًا تحاكي الموسيقا وسائط الإيقاع والتناغم، بينما يحاكي الرقص الإيقاع وحده، ويحاكي الشعر اللغة. تختلف الأشكال الفنية أيضًا في موضوعاتها. فالملهاة، على سبيل المثال، هي محاكاةٌ درامية لمن هم أسوأ مما هم عليه في الواقع؛ بخلاف المأساة التي تصور الناس أعلى من الواقع. وأخيرًا، تختلف الأشكال في الطريقة من خلال السرد أو الشخصية، ومن خلال التغيير أو عدمه، ومن خلال الدراما أو عدمها. يعتقد أرسطو أن التقليد أو المحاكاة أمر طبيعي بالنسبة للبشر ويشكل إحدى المزايا التي يتفوق بها الإنسان على الحيوانات.
ظهر المعنى الأحدث والأكثر تحديدًا لكلمة الفن كاختصارٍ للفن الإبداعي أو الفنون الجميلة في أوائل القرن السابع عشر. تشير الفنون الجميلة إلى مهارةٍ تُستخدم للتعبير عن إبداع الفنان أو لإشراك الحساسيات الجمالية للجمهور، أو للفت نظر الجمهور إلى أعمالٍ فنية أكثر رفاعة أو دقة.
بهذا المعنى الأخير، قد تشير كلمة فن إلى أشياء عدة: (1) دراسة مهارة إبداعية، (2) عملية استخدام المهارة الإبداعية، (3) منتج المهارة الإبداعية، أو (4) تجربة الجمهور مع المهارة الإبداعية تلك. الفنون الإبداعية (الفن بوصفه حقل معرفي) هي مجموعة من التخصصات التي تنتج أعمالًا فنية (الفن بوصفه حاجة) يفرضها دافع شخصي، (الفن بوصفه نشاط) ينقل رسالة أو مزاج أو رمزية ليفسرها المتلقي، (الفن بوصفه تجربة)، أمرٌ يحفز أفكار الفرد أو عواطفه أو معتقداته أو أفكاره من خلال الحواس. يمكن خلق الأعمال الفنية بشكل صريح لهذا الغرض، أو تفسيرها على أساس الصور أو الأشياء. بالنسبة لبعض الباحثين، مثل كانط، يمكن تمييز العلوم والفنون من خلال النظر إلى العلم على أنه يمثل مجال المعرفة، وإلى الفنون على أنها تمثل مجال حرية التعبير الفني.
سينظر الناس، في كثيرٍ من الأحيان، إلى المهارة إذا ما استُخدمت بطريقةٍ شائعة أو عملية، على أنها حرفةً بدلًا من النظر إليها على أنها فن. وبالمثل، إذا ما استُخدمت المهارة بطريقةٍ تجارية أو صناعية، قد يُنظر إليها على أنها فن تجاري بدلًا من تصنيفها ضمن الفنون الجميلة. على المقلب الآخر، تُعد كل من الحرف اليدوية والتصاميم في بعض الأحيان فنًا تطبيقيًا. جادل بعض أتباع الفن بأن الفرق بين الفنون الجميلة والفنون التطبيقية يرتبط بأحكام القيمة التي تُجرى حول الفن أكثر من ارتباطه بوجود أي اختلاف تعريفي واضح. مع ذلك، فحتى الفنون الجميلة غالبًا ما يكون لها أهداف تتجاوز الإبداع المحض والتعبير عن الذات. قد يكون الهدف من الأعمال الفنية هو إيصال أفكار معينة، كما هو الحال في الفن الذي يحمل دوافع سياسية أو روحانية أو فلسفية؛ لخلق شعور بالجمال (يُنظَر الجماليات)؛ لاستكشاف طبيعة الإدراك؛ لأجل المتعة؛ أو لتوليد مشاعر قوية. قد يكون الهدف أيضًا، كما يبدو أحيانًا، غير موجود.
وصف الفيلسوف ريتشارد وولهايم طبيعة الفن بأنها «واحدة من أكثر المشاكل التقليدية المحيّرة في الثقافة الإنسانية». عُرّف الفن كذلك على أنه وسيلة للتعبير عن المشاعر والأفكار أو لإيصالها، وسيلة لاستكشاف العناصر الشكلية في حد ذاتها وتقديرها، أو أنه محاكاة أو تمثيل. ويمتلك الفن بوصفه محاكاةً، جذورًا عميقة في فلسفة أرسطو. عرّف ليو تولستوي الفن بأنه استخدام وسائل غير مباشرة للتواصل بين شخصٍ وآخر. قدم بينيدتو كروتشه وروبن جورج كولينغوود وجهة نظر مثالية تقول بأن الفن يعبر عن المشاعر، وبالنتيجة فإن العمل الفني موجود بشكلٍ أساس في ذهن المبدع. تعود جذور نظرية الفن بوصفه شكلًا إلى فلسفة كانط، وقد طُوّرت في أوائل القرن العشرين على يد روجر فراي وكلايف بيل. في الآونة الأخيرة، فسّر المفكرون المتأثرون بمارتن هايدغر، الفن بوصفه الوسيلة التي يطوّر بها المجتمع أداةً للتعبير عن الذات. قدم جورج ديكي نظرية مؤسسية للفن تعرّف العمل الفني بوصفه أي أثر فني يخوّل منح شخصًا مؤهلًا أو أشخاصًا مؤهلين يتصرفون بتفويضٍ من المؤسسة الاجتماعية التي يشار إليها عادةً باسم «عالم الفن»، «مكانةً جديرة بالتقدير». وصف لاري شاينر الفنون الجميلة بأنها «ليست حقيقةً كائنة أو قَدَرًا، بل شيء صنعناه. الفن كما فهمناه بشكلٍ عام هو اختراعٌ أوروبي لا يتجاوز عمره بالكاد مئتي عام».

## الفنّان
الفنان هو شخص منخرط في نشاط يتعلق بإبداع الفن أو ممارسة الفنون أو العروض الفنية. يشير الاستخدام الشائع في كل من الكلام اليومي والخطاب الأكاديمي إلى ممارس في الفنون البصرية فقط. ومع ذلك، غالبًا ما يستخدم المصطلح أيضًا في مجال الترفيه، خاصة في سياق الأعمال التجارية، للموسيقيين وفناني الأداء الآخرين (على الرغم من أنه في كثير من الأحيان للممثلين).

## مصطلحات فنّية
- فنّ: مفهوم شامل يضم إنتاج الإنسان الإبداعي، وتعتبر لونا من الثقافة الإنسانية لأنها تعبير عن «التعبيرية الذاتية» وليست تعبيرًا عن حاجة.
- فنون مرئية (بصرية): مجموعة الفنون التي تهتم أساسًا بإنتاج أعمال فنّية تحتاج لتذوقها إلى الرؤية البصرية المحسوسة على اختلاف الوسائط المُستخدمة في إنتاجها.
- فنون جميلة: الفنون التي ترتبط بالجمال والحس المرهف اللازم لتذوقها، وترتبط حاليًا بالدراسة الأكاديمية للفنون الكلاسيكية الجميلة.

مثل: (الرسم والتصوير الزيتي والنحت والعمارة والموسيقى والباليه).
- فنون تشكيلية: هو إنتاج عمل فنّي من الطبيعة ويُصاغ بصياغة جديدة؛ أي يُشكل تشكيلا جديدًا، وهذا ما نطلق عليه كلمة (التشكيل).
- فنون تطبيقية: الأعمال الحرفية التي تنتج أعمالًا تتصف بالجمال وتحتاج إلى الحس الفنّي لإنتاجها.

## نظرية الفنّ من زاوية فلسفية
شكل نوعي من أشكال الوعي الاجتماعي والنشاط الإنساني، يعكس الواقع في صور فنّية، وهو واحد من أهم وسائل الاستيعاب والتصوير الجمالي للعالم. وترفض الماركسية التفسيرات المثالية للفنّ على أنه نتاج وتعبير عن «الروح المطلقة» و«الإرادة الكلية» و«الإلهام الإلهي» والتصويرات والانفعالات اللاشعورية للفنّان. والعمل هو الإبداع الفنّي ومصدر العملية السابقة التي تنتج عواطف احتياجات الإنسان الجمالية. وترجع الآثار الأولى للفنّ البدائي إلى العصر الحجري المتأخر، أي تقريبا بين 40 ألف إلى 20 ألف قبل الميلاد. وكانت للفنّ بين الشعوب البدائية علاقة مباشرة بالعمل، ولكن هذه العلاقة أصبحت بعد ذلك أكثر تعقدا وتوسطا. وتكمن وراء التطورات اللاحقة في الفنّ التغيرات التي طرأت على البنيان الاجتماعي الاقتصادي للمجتمع. ويلعب الشعب دائما دورا كبيرا في تطور الفنّ. وتتدعم الروابط المختلفة التي تربطه بالشعب في واحد من ملامحه المحددة، هو الطابع القومي. وتوجد أشياء كثيرة مشتركة بين الفنّ -كشكل من أشكال الانعكاس الوجود الاجتماعي- وبين المظاهر الأخرى لحياة المجتمع الروحية مثل: (العلم والتكنولوجيا والأيديولوجية السياسية، والأخلاقيات). وفي الوقت نفسه فإن للفنّ عددا من الملامح المحددة التي تميزه عن كل أشكال الوعي الاجتماعي الأخرى. وعلاقة الإنسان الجمالية بالواقع هو الموضوع المحدد للفنّ، ومهمته هي التصوير الفنّي للعالم، ولهذا السبب فإن الإنسان -باعتباره حاملا للعلاقات الجمالية- يكون دائما في المركز من أي عمل فنّي. وموضوع الفنّ (الحياة في كل أشكالها المتعددة) الذي يسيطر على الفنّان، ويعرضه في شكل معين من الانعكاس أي في صور فنّية تمثل الوحدة النفاذة للحسي والمنطقي، المحسوس والمجرد، الفردي والكلي، المظهر والجوهر وهكذا. ويخلق الفنّان الصور الفنّية على أساس من معرفته بالحياة ومن مهارته. ويحدد موضوع وشكل انعكاس الواقع في الفنّ وطبيعته النوعية وهي إشباع حاجات الناس الجمالية عن طريق ابداع أعمال جميلة يمكنها أن تجلب السعادة والبهجة للإنسان، وأن تثريه روحيا وأن تطور وتوقظ فيه في الوقت نفسه الفنّان القادر، في المجال المحسوس لجهده، على أن يخلق طبقا لقوانين الجمال، وأن يعرفنا على الجمال في الحياة. وعن طريق هذه الوظيفة الجمالية يعرض الفنّ أهميته المعرفية ويمارس تأثيره الأيديولوجي والتربوي القوي. ولقد برهنت الماركسية-اللينينية على الطبيعة الموضوعية للتطور الفنّي الذي تشكلت خلاله الأنواع الرئيسية للفنّ: الأدب والرسم والنحت والموسيقى والمسرح والسينما. وتاريخ الفنّ هو تاريخ التأمل الفنّي للواقع، الذي يزداد عمقا باطراد، ومد وإثراء المعرفة الإنسانية الجمالية بالعالم وتحويله الجمالي. ويرتبط تطور الفنّ ارتباطا لا ينفصم بتطور المجتمع، وبالتغيرات التي تحدث في بنائه الطبقي. ورغم أن الخط العام للفنّ هو تحسين الوسائل من أجل تأمل فني أعمق للواقع، إلا أن هذا التطور غير متوازن. لهذا فإنه حتى في الأزمنة القديمة بلغ الفنّ مستوى عاليا، وبمعنى معين اكتسب أهمية العلم العام. وفي الوقت نفسه فإن أسلوب الإنتاج الرأسمالي -وهو أعلى بدرجة لا تقاس من أسلوب إنتاج المجتمع العبودي- أسلوب معاد للفنّ والشعر، إذا استخدمنا تعبير ماركس، لأنه يبغض المثل العليا الاجتماعية والروحية السامية. ويرتبط الفنّ التقدمي -في المجتمع الرأسمالي- إما بفترة بزوغ الرأسمالية، حينما كانت البورجوازية ما زالت طبقة تقدمية، وأما بنشاط الفنّانين الذين ينقدون هذا النظام. والفنّ التجريدي من ملامح الفنّ الرجعي المعاصر. أما المثل الأعلى الجمالي -في أعلى أشكاله- فيتجسد في نظرة الطبقة العاملة إلى العالم ونشاطها العملي، وفي النضال من أجل إعادة صنع العالم شيوعيًا وهذا المثل الأعلى هو الذي يوجه فنّ الواقعية الاشتراكية.
وأما في الفلسفات التي نشأت في غرب أوروبا فقد تشكلت جذور نظريّة الفنّ في فلسفة إيمانويل كانت، والتي وضعت في أوائل القرن العشرين من قبل روجر فراي وكلايف بيل [الإنجليزية]. كما وأنّ الفنّ والتنكر البيئي أو التمثيل لها جذور عميقة في فلسفة أرسطو.
وحاليًا تستخدم كلمة فنّ لتدل على أعمال إبداعية تخضع للحاسة العامة كفنّ الرقص، الموسيقى، الغناء، الكتابة أو التأليف والتلحين وهو تعبير عن الموهبة الإبداعية. وقد بدأ الإنسان في ممارسة الفنّ منذ 30 ألف سنة، وكانت الرسوم تتكون من أشكال الحيوانات وعلامات تجريدية رمزية فوق جدران الكهوف، وتعتبر هذه الأعمال من فنّ العصر الباليوثي.
ومنذ آلاف السنين كان البشر يتحلون بالزينة والمجوهرات والأصباغ، وفي معظم المجتمعات القديمة الكبري كانت تعرف هوية الفرد من خلال الأشكال الفنّية التعبيرية التي تدل عليه كما في نماذج ملابسه وطرزها وزخرفة الجسم وتزيينه وعادات الرقص، أو من الاحتفالية أو الرمزية الجماعية الإشاراتية التي كانت تتمثل في التوتم (مادة) الذي يدل علي قبيلته أو عشيرته. وكان التوتم يزخرف بالنقش ليروي قصة أسلافه أو تاريخهم. وفي المجتمعات الصغيرة كانت الفنون تعبر عن حياتها أو ثقافتها، فكانت الاحتفالات والرقص تعبر عن سير أجدادهم وأساطيرهم حول الخلق أو مواعظ ودروس تثقيفية. وكثير من الشعوب كانت تتخذ من الفنّ وسيلة لنيل العون من العالم الروحاني في حياتهم. وفي المجتمعات الكبرى كان الحكام يستأجرون الفنّانيين للقيام بأعمال تخدم بناءهم السياسي كما في بلاد الإنكا، فلقد كانت الطبقة الراقية تقبل علي الملابس والمجوهرات والمشغولات المعدنية الخاصة بزينتهم إبان القرنين الخامس والسادس عشر، لتدل علي وضعهم الاجتماعي. بينما كانت الطبقة الدنيا تلبس الملابس الخشنة والرثة. وحاليًا نجد أن الفنّون تستخدم في المجتمعات الكبرى لغرض تجاري أو سياسي أو ديني أو تجاري وتخضع للحماية الفكرية.
ويقدّم لنا «ويل ديورانت» تحليله ورؤيته لبدايات الفنّون ونشأتها في الجزء الأول من كتابه «قصة الحضارة»، وذلك من خلال نظريات العديد من الفلاسفة والباحثين التي جمعها في رؤيته الخاصة الموحدة بالشكل التالي: «ولنا أن نقول بأنه عن الرقص نشأ العزف الموسيقي على الآلات كما نشأت المسرحية، فالعزف الموسيقي -فيما يبدو- قد نشأ عن رغبة الإنسان في توقيع الرقص توقيعًا له فواصل تحدده وتصاحبه أصوات تقوية، وكانت آلات العزف محدودة المدى والأداء، ولكنها من حيث الأنواع لا تكاد تقع تحت الحصر، صنعها من قرون الحيوانات وجلودها وأصدافها وعاجها، ومن النحاس والخيزران والخشب. ثم زخرف الإنسان هذه الآلات بالألوان والنقوش الدقيقة، ونشأ بين القبائل منشدون محترفون كما نشأ بينهم الراقصون المحترفون. وتطور السلم الموسيقي في غموض وخفوت حتى أصبح على ما هو عليه الآن. ومن الموسيقى والغناء والرقص مجتمعة. خلق لنا» الهمجي«المسرحية والأوبرا. ذلك لأن الرقص البدائي كان في كثير من الأحيان يختص بالمحاكاة، فقد كان يحاكي حركات الحيوان والإنسان. ثم انتقل إلى أداء يحاكي به الأفعال والحوادث، فبغير هؤلاء» الهمج«وما أنفقوه في مائة ألف عام في تجريب وتحسس لما كتب للمدنيّة النهوض، فنحن مدينون لهم بكل شيء تقريبًا».

## أنواع الفنّ
هناك أنواع عديدة للفنّ، منها ما زال عبر التاريخ، ومنها ما ظهر حديثًا. اليوم هناك فنون جميلة مثل التصوير والنحت والحفر والعمارة والتصميم الداخلي والرسم وهو أبرزها. وهناك فنون كالموسيقى الأدب والشعر والرقص والمسرح. كما يمكن ربط هذه الفنون بالأدب مثل الأدب والمسرح. وجاء تطوير المسرح السينما والرسوم المتحركة وفنّ الصورة والفنّ إن جاز التعبير شيء هلامي متغير يرجع إلى وجهات النظر أحيانًا وللثقافة أحيانًا وللعصور أحيانًا.
ويمكننا الاعتماد على تصنيف «إيتيان سوريو» الذي قسّم الفنون إلى سبعة فنون عامة تحوي كل منها مجموعة متدرّجة من الفنون ضمن مسميات متنوّعة ليقدّم لنا الفنون السبعة كونه التصنيف الأكثر شمولًا وتداولًا، لتصبح السينما هي الفنّ السابع.

### الفنون المرئية

#### الفنون التشكيلية
| - الرسم - التصوير الزيتي - التصوير الجداري - الفسيفساء - النحت | - التصوير الضوئي - الطبعات الفنية - التصميم - فن الكتابة بالخط - العمارة | - فنون الوسائط المتعددة - فن التجميع/الكولاج - فن التركيب - فن الفيديو - فنون الحاسوب |

#### الفنون التعبيرية
| - فنّ الأداء الحي - فن الحركات الإيحائية - الرقص | - التمثيل - الإلقاء |

#### الفنون التطبيقية
| - تصميم داخلي - تصميم الأزياء - الحياكة والتطريز - الزخرفة - صناعة السجاد | - ديكور - صناعة الأثاث - صناعة الزجاج المعشّق - صناعة الحُلي والمجوهرات - الخزف |

### الفنون غير المرئية
| - الشعر - الأدب - الموسيقى - المسرح | - الأوبرا - الغناء - فنّ الطهي - الإلقاء والخطابة |

## وصلات خارجية
- تعرف إلى الفن، الباحثون السوريون. (بالعربية)